# Международное космическое право
Международное космическое право — отрасль международного права, совокупность международно-правовых норм и принципов, которые регулируют отношения между государствами и международными организациями по исследованию и использованию космического пространства, Луны и других небесных тел, а также устанавливают международно-правовой режим космического пространства (включая небесные тела).